# Papilio nandina
Papilio nandina is een vlinder uit de familie van de pages (Papilionidae). De wetenschappelijke naam van dit taxon is voor het eerst geldig gepubliceerd in 1901 door Lionel Walter Rothschild & Karl Jordan.